# Dent de Man (montagne)
Pour les articles homonymes, voir Dent de Man.
 (mars 2024).
Si vous disposez d'ouvrages ou d'articles de référence ou si vous connaissez des sites web de qualité traitant du thème abordé ici, merci de compléter l'article en donnant les références utiles à sa vérifiabilité et en les liant à la section « Notes et références ».
La dent de Man est une montagne de la ville de Man située dans la région des Dix-Huit Montagnes dans le Nord-Ouest de la Côte d'Ivoire.

## Géographie
Culminant à 881 mètres d'altitude, la dent de Man est le symbole de la ville de Man. Ce neck à la forme caractéristique se compose de deux cimes distinctes.

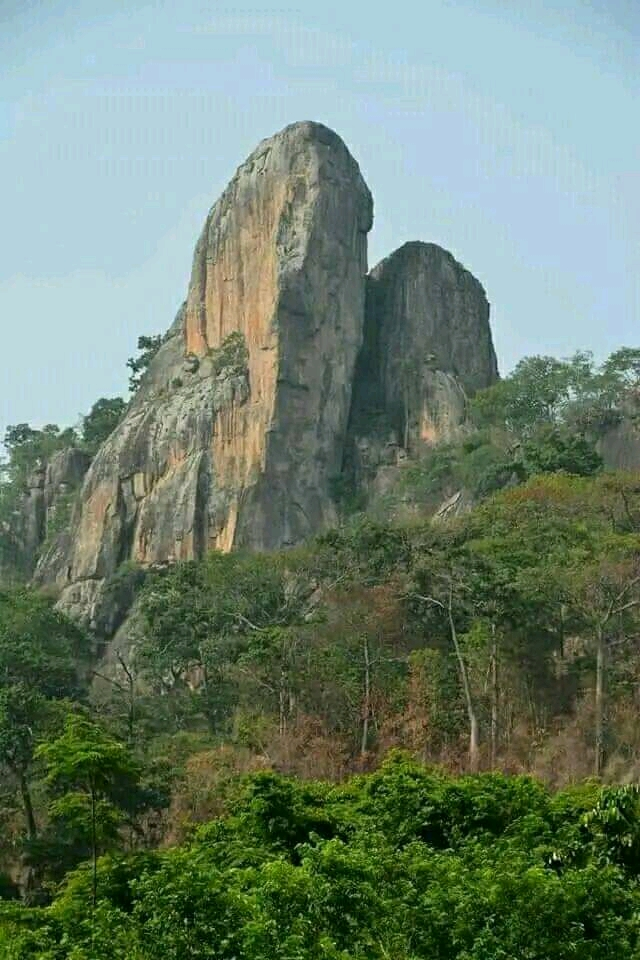
Les deux cimes de la dent.